# Anax selysii
Anax selysii – gatunek ważki z rodziny żagnicowatych (Aeshnidae). Endemit Nowej Gwinei.